# Joseph Beerli
Joseph Beerli (n. 22 decembrie 1901, Elveția – d. 4 septembrie 1967, Elveția) a fost un bober ce a reprezentat Elveția, medaliat olimpic. A participat la o ediție a Jocurilor Olimpice (1936) în care a câștigat o medalie de aur și o medalie de argint.